# Jeu de piste
 (octobre 2014).
Si vous disposez d'ouvrages ou d'articles de référence ou si vous connaissez des sites web de qualité traitant du thème abordé ici, merci de compléter l'article en donnant les références utiles à sa vérifiabilité et en les liant à la section « Notes et références ».
Un jeu de piste est un jeu qui consiste à chercher, sur un itinéraire balisé par le meneur de jeu, des indices sous la forme de signes ou de messages écrits qui permettent d'avancer progressivement vers un but inconnu par les joueurs.

## Histoire

### Rallie-papier
Un jeu similaire, désormais désuet, est le rallye-paper ou rallie-papier qui peut se dérouler à cheval ou à pied, lors duquel les joueurs imitent la chasse à courre, la bête poursuivie étant remplacée par un coureur qui sème des petits papiers et les chasseurs par des poursuivants qui suivent la trace marquée par ces papiers et qui essaient d'attraper le coureur.
En 1920, Le Petit monde. Journal bimensuel pour la jeunesse, une publication pour enfants, précise que les personnes semant les papiers sont baptisées « les lièvres », et qu'elles laissent tomber derrière elles « des confettis ou des morceaux de serpentins ».

## Types de jeux de piste

### Chasse au trésor
La chasse au trésor est une variante du jeu de piste. C'est une activité ludique collective où les participants, souvent par équipe et à l'aide d'indices récoltés lors d'épreuves ou d'énigmes, doivent retrouver la cachette d'un objet (ou cadeau) dénommé trésor. Les chasses au trésor se sont popularisées (anniversaires d'enfants, etc.) grâce à internet qui permet de dématérialiser les composants du jeu sous forme d'un fichier téléchargeable comprenant le scénario, les épreuves, énigmes et indices. 

### jeux interactifs et immersif
Un nouveau type de jeux de pistes immersifs, à mi-chemin entre jeu de piste, chasse au trésor et production de théâtre immersif a vu le jour. Il existe plusieurs appellations anglo-saxonnes pour ce genre de jeux, notamment : theatrical scavenger hunt, live city game, etc. 
Enfin, de nouveaux types de jeux de pistes interactifs sont apparus sur tablettes et smartphone.